# Laura Braga
Laura Braga (née à Vérone le 20 août 1982) est une autrice de bande dessinée et illustratrice italienne, surtout connue pour son travail sur Future State: The Next Batman, écrit par John Ridley.

## Biographie
Laura Braga étudie à l'École internationale de la bande dessinée de Florence et à l'Académie Disney de Milan.
Elle commence sa carrière en 1999 en tant que storyboardeuse pour des publicités télévisées. En 2005, elle rencontre Milo Manara et collabore avec lui, ce qui influence son style vers un réalisme plus marqué. Elle fait ses débuts dans la bande dessinée américaine en 2012 en travaillant pour Top Cow en tant qu'artiste régulière sur la série à succès Witchblade.
À partir de 2014, Laura Braga collabore avec Marvel Comics sur des titres tels que Superior Iron Man, Captain Marvel, The Punisher et Dazzler. Elle travaille également pour Archie Comics, réalisant des couvertures et des pages intérieures pour Blossoms 666 et la mini-série Archie and Katy Keene. Elle crée également des couvertures en tant qu'artiste pour Dynamite Entertainment.
À partir de 2015, Laura Braga collabore avec DC Comics, illustrant de grands personnages tels que Batman, Superman, Wonder Woman, Harley Quinn, Supergirl, Green Arrow et Bombshells.
En 2025, elle travaille pour DC Comics, Archie Comics et Marvel.

## Récompenses
- Elle est lauréate du Cartoomics (it) Women Award en 2008 en tant que dessinatrice, illustratrice et coloriste[8].
- Elle figure dans le Young Blood Annual 2008 parmi les talents artistiques italiens ayant reçu des distinctions internationales[8].